# (35029) 1981 EM22
(35029) 1981 EM22 es un asteroide perteneciente al cinturón de asteroides, descubierto el 2 de marzo de 1981 por Schelte John Bus desde el Observatorio de Siding Spring, Nueva Gales del Sur, Australia.

## Designación y nombre
Designado provisionalmente como 1981 EM22.

## Características orbitales
1981 EM22 está situado a una distancia media del Sol de 2,324 ua, pudiendo alejarse hasta 2,696 ua y acercarse hasta 1,953 ua. Su excentricidad es 0,159 y la inclinación orbital 2,006 grados. Emplea 1294,80 días en completar una órbita alrededor del Sol.

## Características físicas
La magnitud absoluta de 1981 EM22 es 16,7. 